# كاريوتين

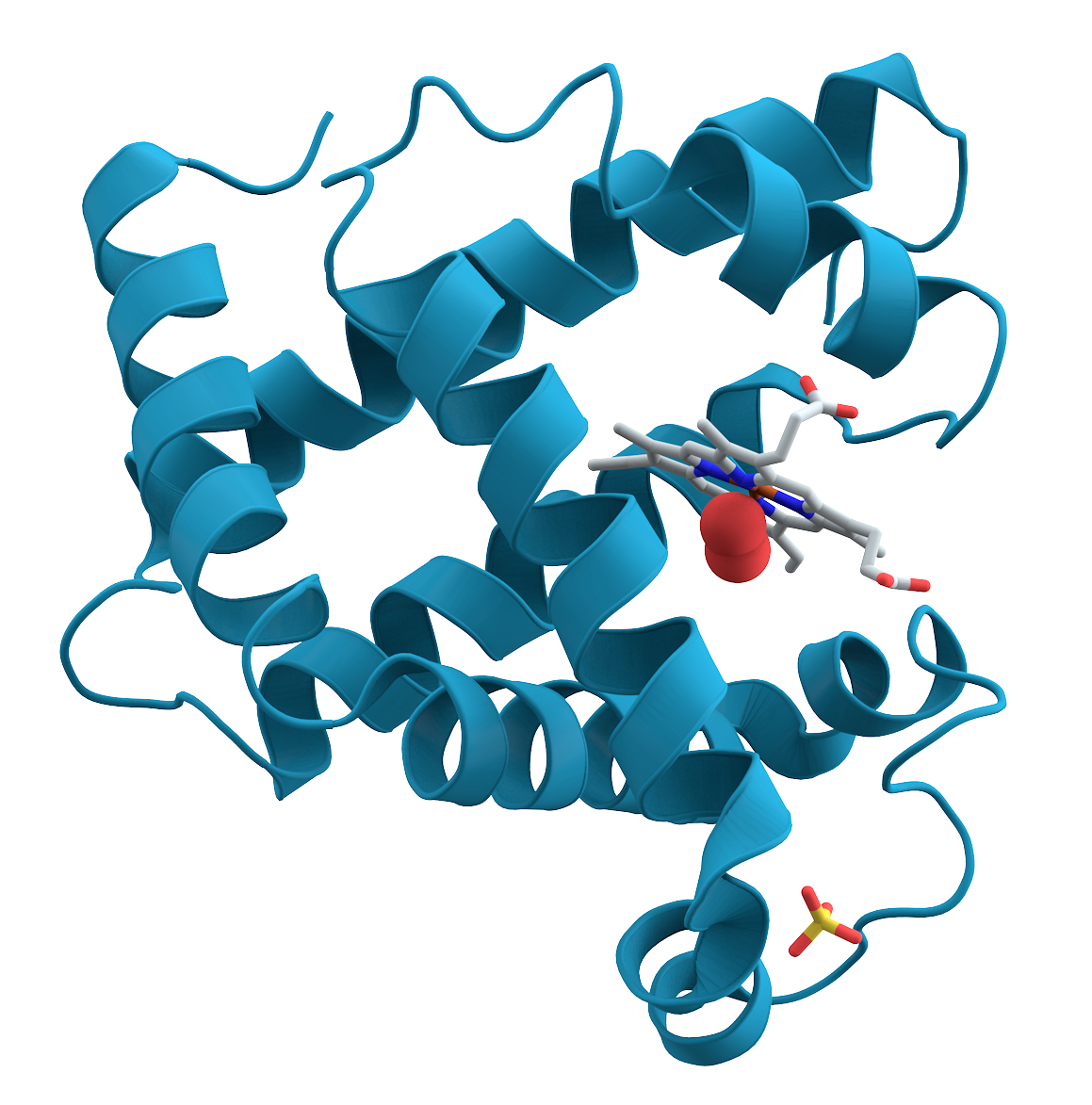
بنية الميوغلوبين ثلاثية الأبعاد

الكاريوتين مادة شبكية مستدامة لنواة الخلية. وهي مكونة من خلايا حقيقية النواة ووخلايا بدائية النواة.

## مصطلحات تشريح ذات علاقة
- انقسام متساو صف للانقسام الخلوي للنواة.
- بلازم نووي وصف لبروتوبلازم نواة الخلية.